# Alloclubionoides meniscatus
Espèce
Synonymes
- Coelotes meniscatus Zhu & Wang, 1991

Alloclubionoides meniscatus est une espèce d'araignées aranéomorphes de la famille des Agelenidae.

## Distribution
Cette espèce est endémique du Jilin en Chine,. Elle se rencontre à Tonghua.

## Publication originale
- Zhu & Wang, 1991 : Six new species of the genus Coelotes from China (Araneae: Agelenidae). Journal of Norman Bethune University of Medical Sciences, vol. 17, no 5, p. 1-4.